# Augustinviertel

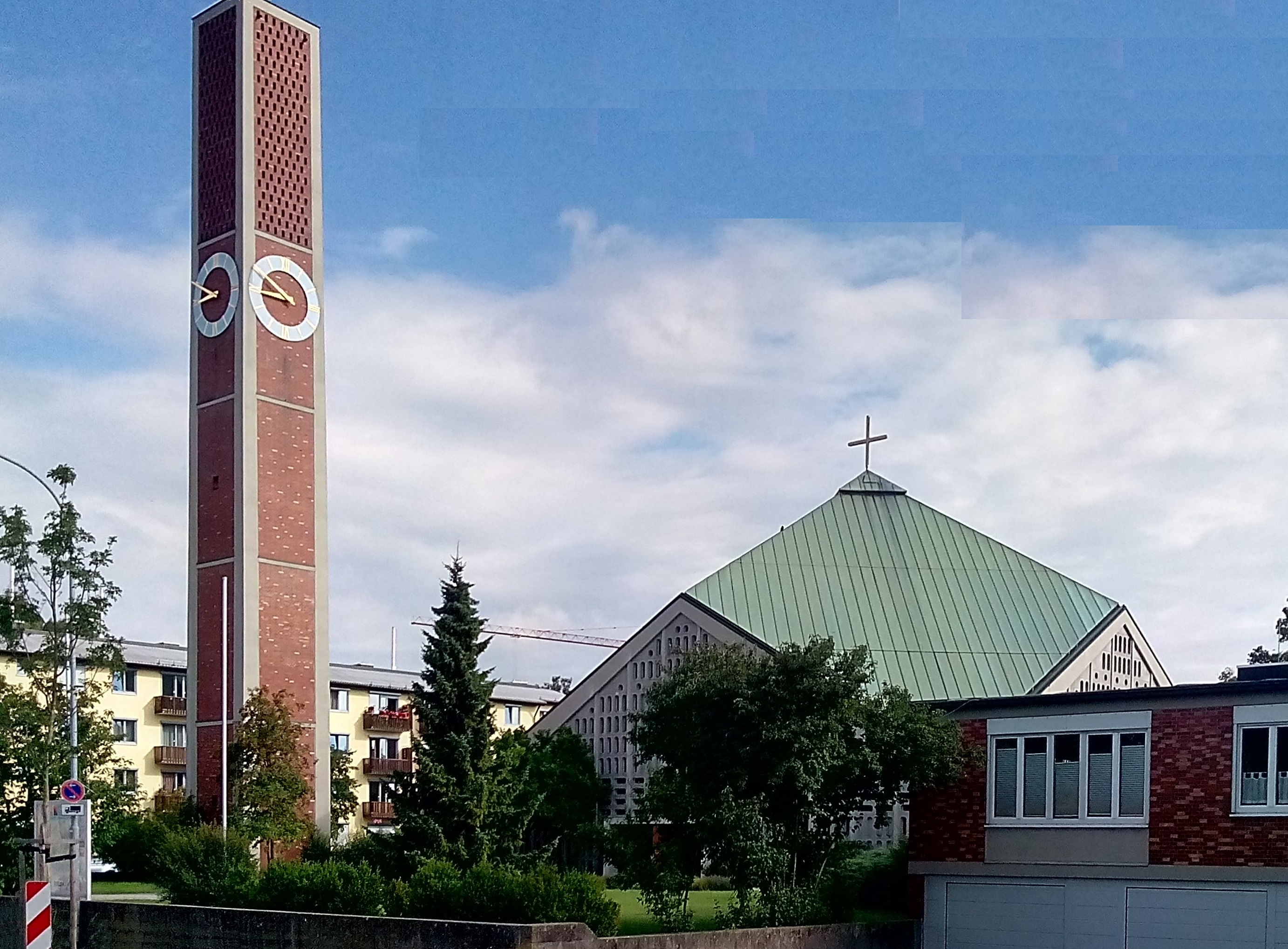
Katholische Pfarrkirche St. Augustin in Ingolstadt

Das Augustinviertel ist ein Stadtviertel im Südosten der oberbayerischen Stadt Ingolstadt. Es wird im Westen von der Bahnstrecke München–Treuchtlingen und im Norden und Osten von der Manchinger Straße begrenzt. Das Viertel bildet den Unterbezirk 43 im Stadtbezirk IV Südost. Seine Fläche beträgt 117,4 Hektar, die Einwohnerzahl liegt bei 5703 (Stand: 31. Dezember 2017). Namengebend ist die Pfarrkirche St. Augustin.